# Nikon D700

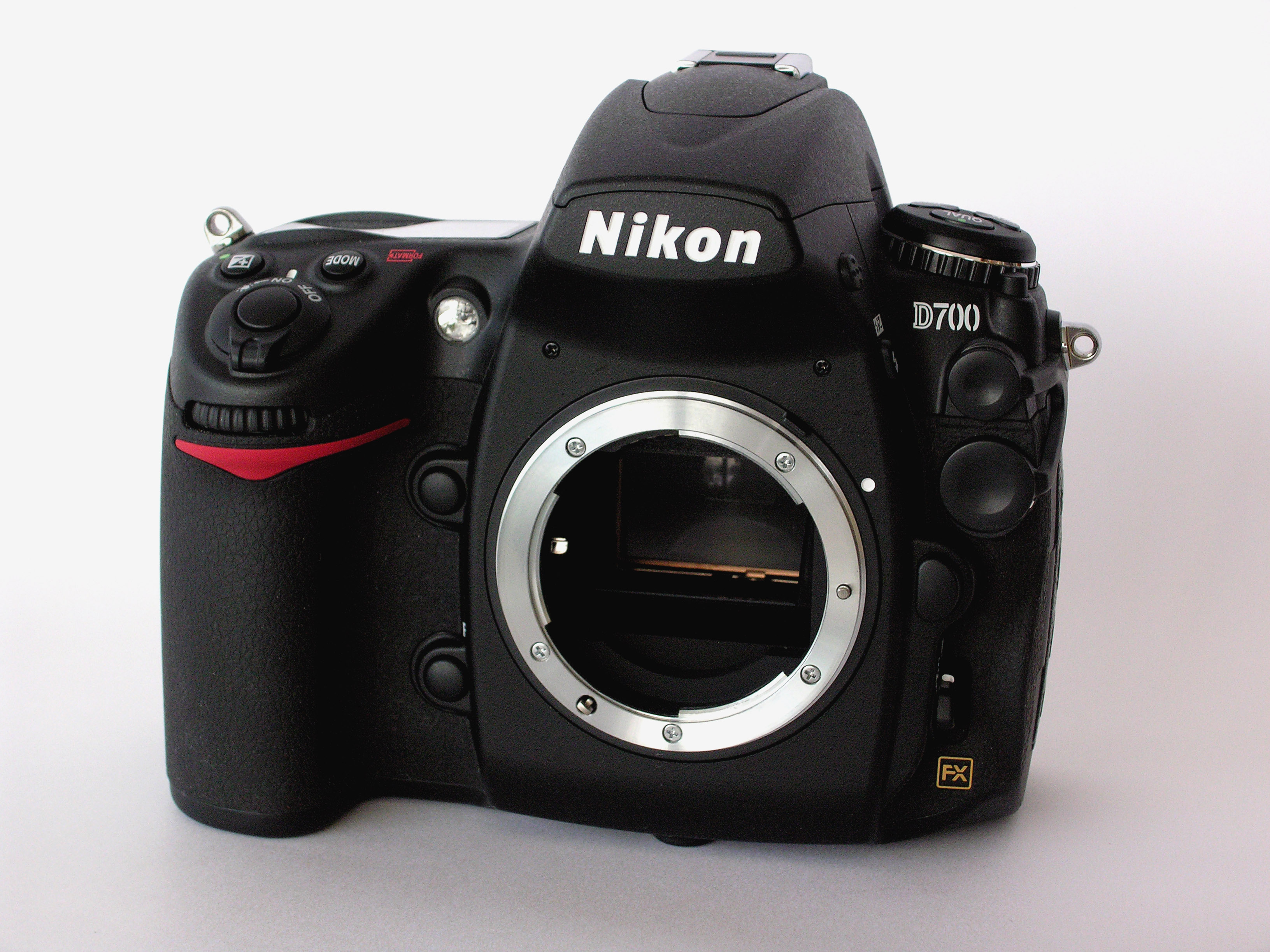
Nikon D700

A Nikon D700 é uma câmera fotográfica digital  profissional full-frame SLR, fabricada  pela Nikon Corporation em julho de 2008 no Japão. Esta usa o mesmo sensor FX CMOS de 12,1 megapixels  da Nikon D3, sendo a segunda câmera full-frame SLR da Nikon. O preço inicial sugerido pela fabricante foi de $ 2999,95,porém seus preços reais são inferiores.
A Nikon D700 apresenta uma grande semelhança física com a Nikon D300, que usa a mesma bateria MB-D10 e a bateria EN-EL3e. A partir de 2009, a Nikon D3X ,a D700 e D3/D3s passaram a ser os únicos modelos DSLR a serem fabricados no Japão. A D700 foi construído com um motor de autofoco para todas as lentes Nikon , incluindo uma CPU e o suporte a lentes Nikon F-mount AI / AI EF-S e PC-E Lentes.

## Características
- Sensor Nikon FX 12.1 megapixels (23.9 x 36mm) sensor CMOS
- Processador de imagens Nikon EXPEED
- Lentes Nikon F-mount intercambiáveis
- LCD 3 polegadas
- ISO  200 - 6400 ((100 - 25600 com boost)
- Baterias Nikon EN-EL3e Recarregáveis íon de Lítio
- Velocidade de obturador 1/8000 em 30 sec
- Resolução Máxima 4,256 × 2,832 pixels (12.1
- mill
- 12 FPS
- ion)

## Recepção
A Nikon D700 tem sido testada por muitos analistas independentes e em geral tem recebido notas altas. Ela conseguiu uma classificação superior no ranking Sensor DxOmark e atualmente ocupa o quinto lugar atrás da Nikon D3, Nikon e dois D3X câmeras de médio formato.

## Galeria

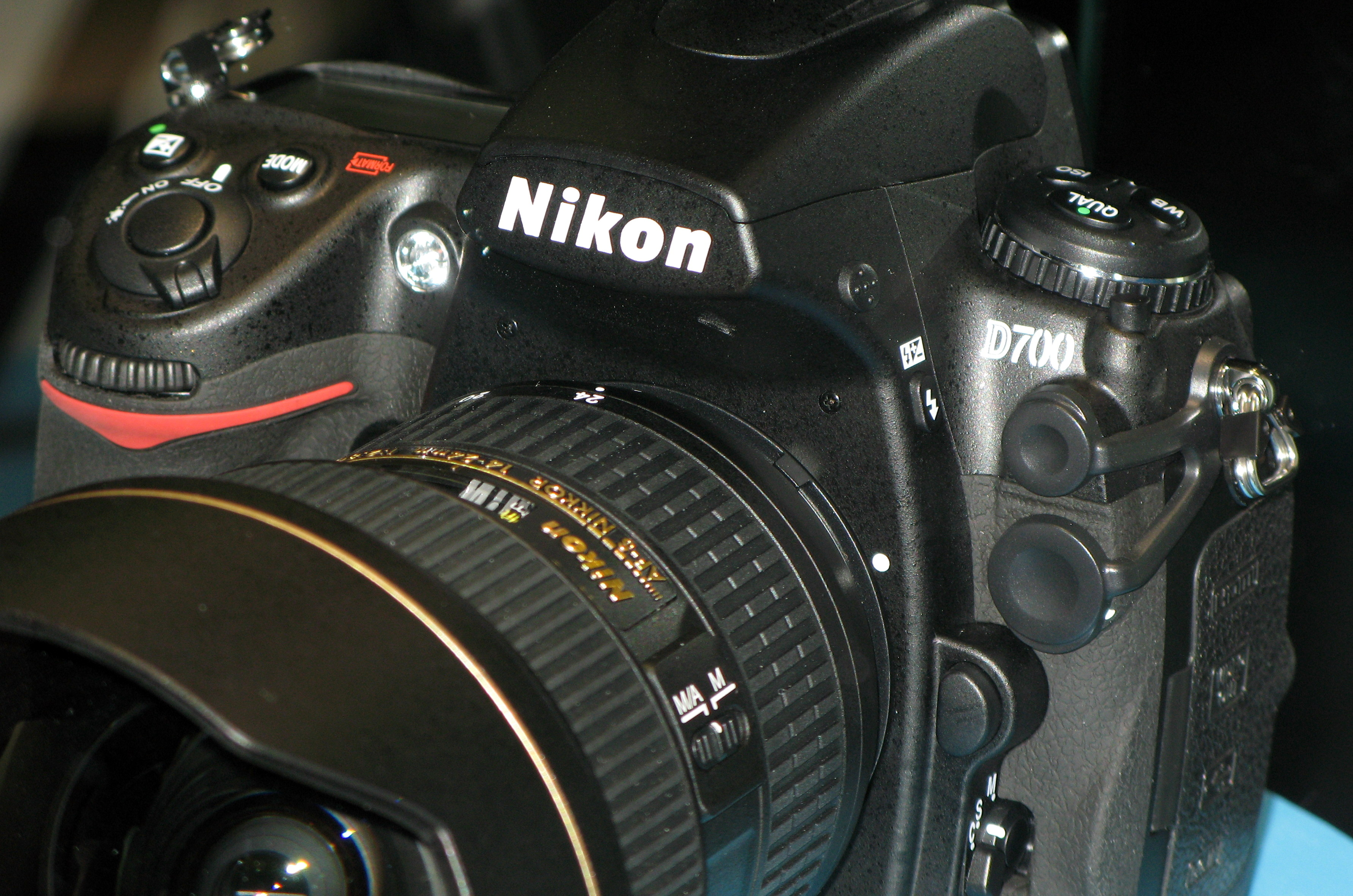
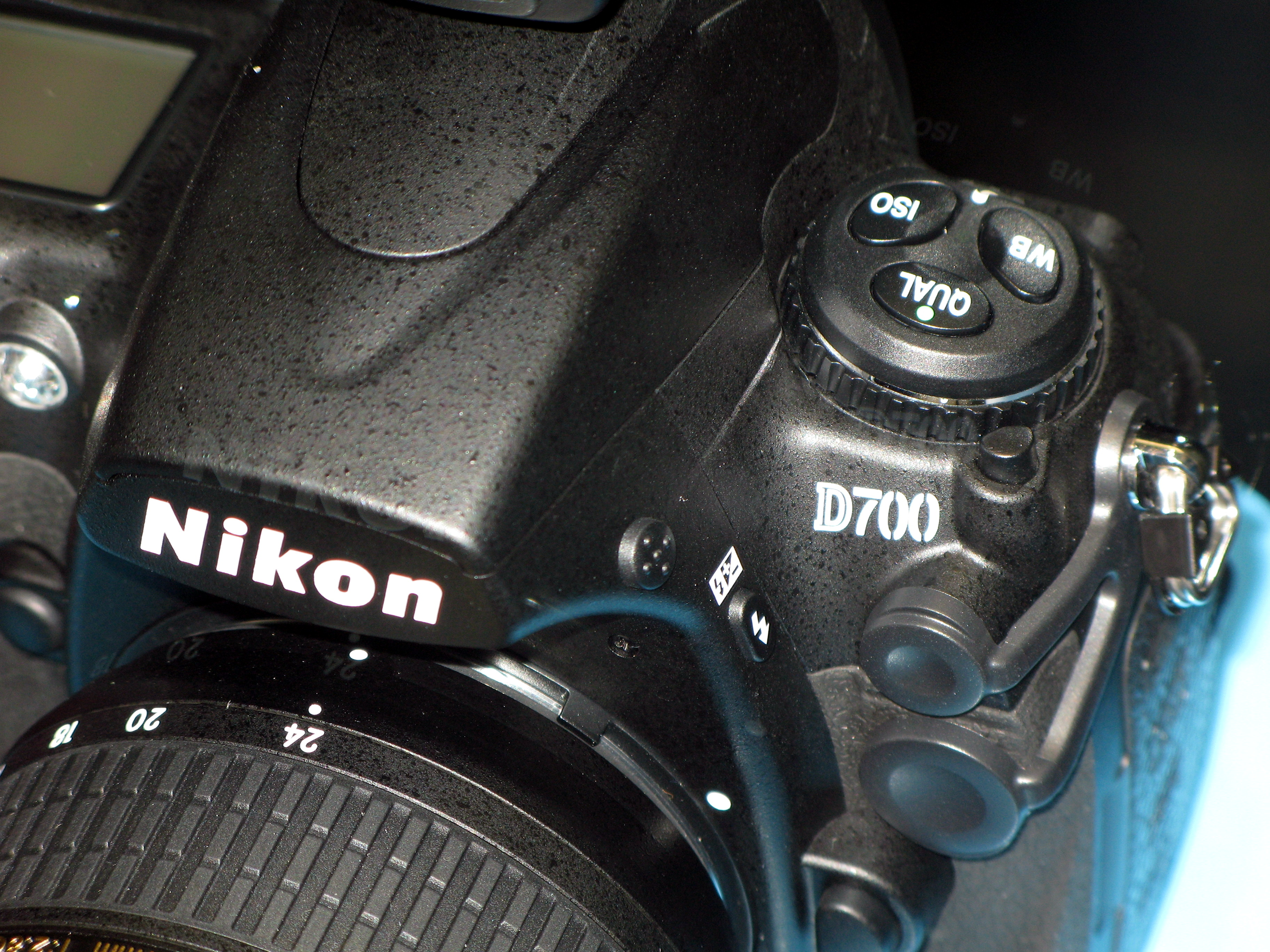
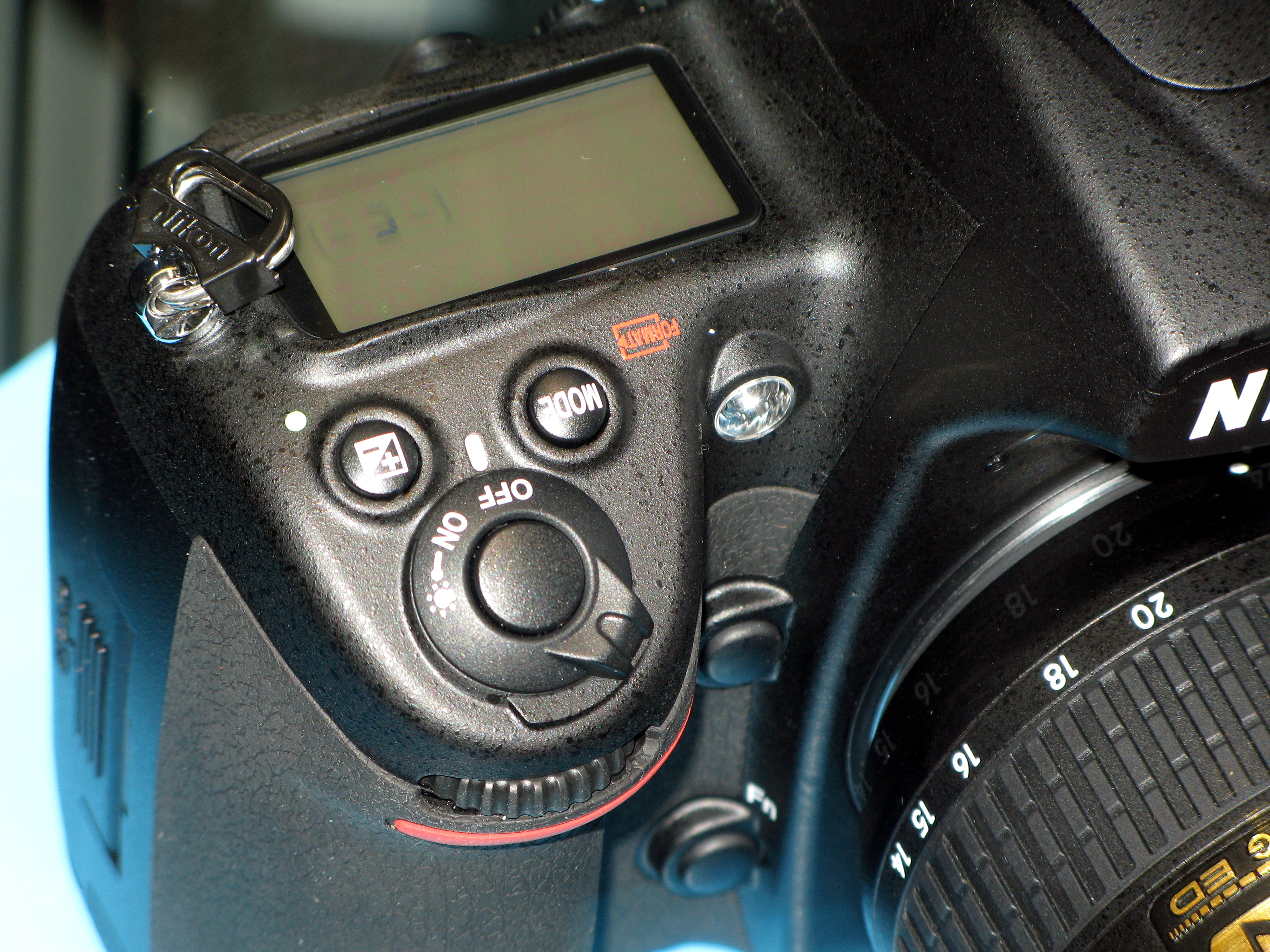